# Championnat des Amériques masculin de basket-ball des moins de 16 ans 2015
Navigation
Uruguay 2013 Argentine 2017
Le championnat des Amériques masculin de basket-ball des moins de 16 ans 2015 se déroule à Bahía Blanca en Argentine du 10 au 14 juin 2015. Il s'agit de la quatrième édition de la compétition, instaurée en 2009.

## Équipes participantes

### Qualifications
8 équipes, issues des différentes zones de qualification du Championnat des Amériques U16, sont qualifiées pour cette compétition.
| Mode de qualification                                                                  | Places | Nations qualifiées                        |
| -------------------------------------------------------------------------------------- | ------ | ----------------------------------------- |
| Hôte du championnat des Amériques U16 2015                                             | 1      | Argentine                                 |
| Qualifications Championnat des Amériques U16 2015 (Zone Amérique du Nord)              | 2      | Canada États-Unis                         |
| Qualifications Championnat des Amériques U16 2015 (Zone Amérique centrale et Caraïbes) | 3      | Mexique Porto Rico République dominicaine |
| Qualifications Championnat des Amériques U16 2015 (Zone Amérique du Sud)               | 2      | Brésil Venezuela                          |

## Rencontres

### Premier tour
Légende des classements
- Qualifié pour les demi-finales
- Qualifié pour les matches de classement

#### Groupe A
| Rang | Équipe                 | Pts | J | G | P | Pp  | Pc  | Diff |  | Résultats (dom.\ext.)  |   |        |        |        |
| ---- | ---------------------- | --- | - | - | - | --- | --- | ---- |  | ---------------------- | - | ------ | ------ | ------ |
| 1    | États-Unis             | 6   | 3 | 3 | 0 | 343 | 188 | 155  |  | États-Unis             |   | 115-51 | 105-54 | 123-83 |
| 2    | République dominicaine | 5   | 3 | 2 | 1 | 188 | 239 | -51  |  | République dominicaine | - |        | 71-66  | 66-58  |
| 3    | Porto Rico             | 4   | 3 | 1 | 2 | 202 | 251 | -49  |  | Porto Rico             | - | -      |        | 82-75  |
| 4    | Brésil                 | 3   | 3 | 0 | 3 | 216 | 271 | -55  |  | Brésil                 | - | -      | -      |        |

#### Groupe B
| Rang | Équipe    | Pts | J | G | P | Pp  | Pc  | Diff |  | Résultats (dom.\ext.) |   |       |        |       |
| ---- | --------- | --- | - | - | - | --- | --- | ---- |  | --------------------- | - | ----- | ------ | ----- |
| 1    | Canada    | 6   | 3 | 3 | 0 | 261 | 181 | 80   |  | Canada                |   | 76-62 | 101-64 | 84-55 |
| 2    | Argentine | 5   | 3 | 2 | 1 | 218 | 197 | 21   |  | Argentine             | - |       | 85-70  | 71-51 |
| 3    | Mexique   | 4   | 3 | 1 | 2 | 222 | 256 | -34  |  | Mexique               | - | -     |        | 88-70 |
| 4    | Venezuela | 3   | 3 | 0 | 3 | 176 | 243 | -67  |  | Venezuela             | - | -     | -      |       |

### Tableau final
|  | Demi-finales           | Demi-finales           | Demi-finales | Demi-finales |                               |            | Finale       | Finale       | Finale       | Finale       |
|  |                        |                        |              |              |                               |            |              |              |              |              |
|  | 13 juin 2015           | 13 juin 2015           | 13 juin 2015 | 13 juin 2015 |                               |            | 14 juin 2015 | 14 juin 2015 | 14 juin 2015 | 14 juin 2015 |
|  | A1                     | États-Unis             | 119          | 119          |                               |            | 14 juin 2015 | 14 juin 2015 | 14 juin 2015 | 14 juin 2015 |
|  | A1                     | États-Unis             | 119          | 119          |                               |            | 14 juin 2015 | 14 juin 2015 | 14 juin 2015 | 14 juin 2015 |
|  | B2                     | Argentine              | 76           | 76           |                               |            | 14 juin 2015 | 14 juin 2015 | 14 juin 2015 | 14 juin 2015 |
|  | B2                     | Argentine              | 76           | 76           | États-Unis                    | États-Unis | 77           | 77           |              |              |
|  | 13 juin 2015           |                        |              |              | États-Unis                    | États-Unis | 77           | 77           |              |              |
|  |                        |                        | Canada       | Canada       | 60                            | 60         |              |              |              |              |
|  | B1                     | Canada                 | Canada       | Canada       | 60                            | 60         | 95           | 95           |              |              |
|  | B1                     | Canada                 |              |              |                               |            |              | 95           |              |              |
|  | A2                     | République dominicaine | 49           | 49           |                               |            |              |              |              |              |
|  | A2                     | République dominicaine | 49           | 49           | Match pour la troisième place |            |              |              |              |              |
|  |                        |                        |              |              |                               |            |              |              |              |              |
|  | 14 juin 2015           |                        |              |              |                               |            |              |              |              |              |
|  | Argentine              | Argentine              | 74           | 74           |                               |            |              |              |              |              |
|  | Argentine              | Argentine              | 74           | 74           |                               |            |              |              |              |              |
|  | République dominicaine | République dominicaine | 59           | 59           |                               |            |              |              |              |              |
|  | République dominicaine | République dominicaine | 59           | 59           |                               |            |              |              |              |              |

### Matches de classement

#### Matches pour la5eplace
|  | Tour de classement 5e - 8e | Tour de classement 5e - 8e | Tour de classement 5e - 8e | Tour de classement 5e - 8e |                        |            | Match pour la 5e place | Match pour la 5e place | Match pour la 5e place | Match pour la 5e place |
|  |                            |                            |                            |                            |                        |            |                        |                        |                        |                        |
|  | 13 juin 2015               | 13 juin 2015               | 13 juin 2015               | 13 juin 2015               |                        |            | 14 juin 2015           | 14 juin 2015           | 14 juin 2015           | 14 juin 2015           |
|  | Porto Rico                 | Porto Rico                 | 81                         | 81                         |                        |            | 14 juin 2015           | 14 juin 2015           | 14 juin 2015           | 14 juin 2015           |
|  | Porto Rico                 | Porto Rico                 | 81                         | 81                         |                        |            | 14 juin 2015           | 14 juin 2015           | 14 juin 2015           | 14 juin 2015           |
|  | Venezuela                  | Venezuela                  | 70                         | 70                         |                        |            | 14 juin 2015           | 14 juin 2015           | 14 juin 2015           | 14 juin 2015           |
|  | Venezuela                  | Venezuela                  | 70                         | 70                         | Porto Rico             | Porto Rico | 43                     | 43                     |                        |                        |
|  | 13 juin 2015               |                            |                            |                            | Porto Rico             | Porto Rico | 43                     | 43                     |                        |                        |
|  |                            |                            | Brésil                     | Brésil                     | 62                     | 62         |                        |                        |                        |                        |
|  | Mexique                    | Mexique                    | Brésil                     | Brésil                     | 62                     | 62         | 69                     | 69                     |                        |                        |
|  | Mexique                    | Mexique                    |                            |                            |                        |            |                        | 69                     |                        |                        |
|  | Brésil                     | Brésil                     | 80                         | 80                         |                        |            |                        |                        |                        |                        |
|  | Brésil                     | Brésil                     | 80                         | 80                         | Match pour la 7e place |            |                        |                        |                        |                        |
|  |                            |                            |                            |                            |                        |            |                        |                        |                        |                        |
|  | 14 juin 2015               |                            |                            |                            |                        |            |                        |                        |                        |                        |
|  | Venezuela                  | Venezuela                  | 80                         | 80                         |                        |            |                        |                        |                        |                        |
|  | Venezuela                  | Venezuela                  | 80                         | 80                         |                        |            |                        |                        |                        |                        |
|  | Mexique                    | Mexique                    | 71                         | 71                         |                        |            |                        |                        |                        |                        |
|  | Mexique                    | Mexique                    | 71                         | 71                         |                        |            |                        |                        |                        |                        |

## Classement final
| Place                        | Équipe                 | Vict.-Déf. |
| ---------------------------- | ---------------------- | ---------- |
| Médaille d'or, Amérique      | États-Unis             | 5 - 0      |
| Médaille d'argent, Amérique  | Canada                 | 4 - 1      |
| Médaille de bronze, Amérique | Argentine              | 3 - 2      |
| 4                            | République dominicaine | 2 - 3      |
| 5                            | Brésil                 | 2 - 3      |
| 6                            | Porto Rico             | 2 - 3      |
| 7                            | Venezuela              | 1 - 4      |
| 8                            | Mexique                | 1 - 4      |

- Qualification pour la Coupe du Monde U17 2016

## Leaders statistiques

### Points
| Place | Nom               | Équipe                 | PPM  |
| ----- | ----------------- | ---------------------- | ---- |
| 1     | Eric Ayala        | Porto Rico             | 19,6 |
| 2     | Alanzo Frink      | République dominicaine | 18,0 |
| 3     | Lautaro López     | Argentine              | 17,8 |
| 4     | Salvador Martínez | Mexique                | 17,6 |
| 5     | Gary Trent Jr.    | États-Unis             | 16,8 |

### Rebonds
| Place | Nom                | Équipe     | RPM  |
| ----- | ------------------ | ---------- | ---- |
| 1     | Simisola Shittu    | Canada     | 11,4 |
| 2     | Danilo Djuricic    | Canada     | 9,2  |
| 3     | Wendell Carter Jr. | États-Unis | 8,8  |
| 3     | Kayo Gonçalves     | Brésil     | 8,8  |
| 5     | Jonatan Basualdo   | Argentine  | 8,6  |

### Passes décisives
| Place | Nom             | Équipe     | PDPM |
| ----- | --------------- | ---------- | ---- |
| 1     | Yago dos Santos | Brésil     | 4,4  |
| 2     | Andrew Nembhard | États-Unis | 4,2  |
| 3     | Tre Jones       | États-Unis | 3,6  |
| 4     | Diego Willis    | Mexique    | 3,3  |
| 5     | Pedro Nuñes     | Brésil     | 3,0  |

### Contres
| Place | Nom                | Équipe                 | CPM |
| ----- | ------------------ | ---------------------- | --- |
| 1     | Samuel dos Santos  | Brésil                 | 2,0 |
| 2     | Wendell Carter Jr. | États-Unis             | 1,8 |
| 3     | Miguel Díaz        | République dominicaine | 1,7 |
| 4     | Eric Ayala         | Porto Rico             | 1,6 |
| 4     | Danilo Djuricic    | Canada                 | 1,6 |

### Interceptions
| Place | Nom             | Équipe     | IPM |
| ----- | --------------- | ---------- | --- |
| 1     | Diego Willis    | Mexique    | 4,5 |
| 2     | Tre Jones       | États-Unis | 3,8 |
| 3     | Yago dos Santos | Brésil     | 3,2 |
| 3     | Fabian Rial     | Porto Rico | 3,2 |
| 5     | Carlos Páez     | Venezuela  | 2,4 |

## Récompenses
MVP de la compétition (meilleur joueur) Gary Trent Jr.
Meilleur cinq de la compétition
- Markus Howard
- Gary Trent Jr.
- Danilo Djuricic
- Simisola Shittu
- Wendell Carter Jr.